# Inspekcja Robotniczo-Chłopska (ZSRR)
Inspekcja Robotniczo-Chłopska (ros. Рабоче-крестьянская инспекция, Рабкрин, РКИ) – system władz kontrolnych w RFSRR i ZSRR w latach 1920–1934. 

## Komisarze
- Józef Stalin
- Aleksandr Ciurupa
- Walerian Kujbyszew
- Sergo Ordżonikidze
- Andriej Andriejew
- Jānis Rudzutaks